# OFC Champions League 2011/12

Die OFC Champions League 2011/12 ist die elfte Ausspielung eines ozeanischen Meister-Wettbewerbs für Vereinsmannschaften im Fußball und findet von 29. Oktober 2011 bis 13. Mai 2012 wie gehabt mit acht Vereinen aus sieben Ländern (Fidschi, Neuseeland, Neukaledonien, Papua-Neuguinea, Salomonen, Tahiti und Vanuatu) statt. Auckland City FC aus Neuseeland qualifizierte sich als Titelverteidiger. Die übrigen sieben Teams qualifizierten sich aufgrund ihrer Platzierungen in ihrer heimischen Liga. Neuseeland durfte zwei Teams in den Wettbewerb entsenden. Eine Qualifikationsrunde findet in dieser Saison ebenfalls wieder nicht statt. Die acht Klubs spielen in zwei Gruppen mit jeweils drei Heim- und Auswärtsspielen die Teilnehmer am Finale aus.
Der Sieger qualifiziert sich für die FIFA-Klub-Weltmeisterschaft 2012 in Japan.

## Gruppenphase
Seit dieser Saison werden die beiden neuseeländischen Vertreter jeweils einer Gruppe zugelost – in früheren Wettbewerben spielten sie in einer Gruppe gegeneinander. Eine Mannschaft aus Neuseeland wird gegen die Meister aus Fidschi, Neukaledonien und Tahiti spielen, der andere Klub gegen die Titelträger aus Vanuatu, den Salomonen und Papua-Neuguinea.

### Gruppe A
| Pl. | Verein           | Sp. | S | U | N | Tore    | Diff. | Punkte |
| --- | ---------------- | --- | - | - | - | ------- | ----- | ------ |
| 1.  | AS Tefana        | 6   | 4 | 1 | 1 | 015:120 | +3    | 13     |
| 2.  | Waitakere United | 6   | 4 | 0 | 2 | 021:600 | +15   | 12     |
| 3.  | Ba FC            | 6   | 3 | 0 | 3 | 007:160 | −9    | 09     |
| 4.  | AS Mont-Dore     | 6   | 0 | 1 | 5 | 002:110 | −9    | 01     |

| 29. Oktober 2011  |       |                  |
| Waitakere United  | 10:00 | AS Tefana        |
| 30. Oktober 2011  |       |                  |
| Ba FC             | 2:1   | AS Mont-Dore     |
| 12. November 2011 |       |                  |
| AS Mont-Dore      | 1:1   | AS Tefana        |
| 20. November 2011 |       |                  |
| Waitakere United  | 4:0   | Ba FC            |
| 2. Dezember 2011  |       |                  |
| AS Tefana         | 4:1   | Ba FC            |
| 3. Dezember 2011  |       |                  |
| AS Mont-Dore      | 0:1   | Waitakere United |
| 17. Februar 2012  |       |                  |
| AS Tefana         | 3:0   | Waitakere United |
| 18. Februar 2012  |       |                  |
| AS Mont-Dore      | 0:1   | Ba FC            |
| 2. März 2012      |       |                  |
| AS Tefana         | 2:0   | AS Mont-Dore     |
| 4. März 2012      |       |                  |
| Ba FC             | 3:2   | Waitakere United |
| 31. März 2012     |       |                  |
| Waitakere United  | 4:0   | AS Mont-Dore     |
| 15. April 2012    |       |                  |
| Ba FC             | 0:5   | AS Tefana        |

1. ↑  Das Spiel wurde wegen der Teilnahme von AS Tefana am französischen Fußballpokal verschoben. — (Memento des Originals vom 23. Juli 2011 im Internet Archive)  Info: Der Archivlink wurde automatisch eingesetzt und noch nicht geprüft. Bitte prüfe Original- und Archivlink gemäß Anleitung und entferne dann diesen Hinweis.
2. ↑  Das Spiel war ursprünglich für den 31. März 2012 terminiert, wurde aber wegen schweren Gewitters in Fiji auf den nächsten Tag verschoben. — (Memento des Originals vom 1. April 2012 im Internet Archive)  Info: Der Archivlink wurde automatisch eingesetzt und noch nicht geprüft. Bitte prüfe Original- und Archivlink gemäß Anleitung und entferne dann diesen Hinweis. Nach weiteren Besprechungen zwischen OFC, dem Fußballverband von Fiji, der Stadtverwaltung von Lautoka und den beiden Vereinen wurde es entschieden, das Spiel erneut zu verlegen. — (Memento des Originals vom 2. April 2012 im Internet Archive)  Info: Der Archivlink wurde automatisch eingesetzt und noch nicht geprüft. Bitte prüfe Original- und Archivlink gemäß Anleitung und entferne dann diesen Hinweis. Letztlich wurde die Partie am 15. April in Auckland (Neuseeland) ausgetragen. — (Memento des Originals vom 9. April 2012 im Internet Archive)  Info: Der Archivlink wurde automatisch eingesetzt und noch nicht geprüft. Bitte prüfe Original- und Archivlink gemäß Anleitung und entferne dann diesen Hinweis.

### Gruppe B
| Pl. | Verein             | Sp. | S | U | N | Tore    | Diff. | Punkte |
| --- | ------------------ | --- | - | - | - | ------- | ----- | ------ |
| 1.  | Auckland City FC   | 6   | 4 | 1 | 1 | 017:800 | +9    | 13     |
| 2.  | Hekari United FC   | 6   | 3 | 2 | 1 | 009:600 | +3    | 11     |
| 3.  | Amicale FC         | 6   | 2 | 1 | 3 | 006:700 | −1    | 07     |
| 4.  | Koloale FC Honiara | 6   | 1 | 0 | 5 | 007:180 | −11   | 03     |

| 29. Oktober 2011  |     |                  |
| Amicale FC        | 1:1 | Hekari United FC |
| Koloale FC        | 1:4 | Auckland City FC |
| 19. November 2011 |     |                  |
| Auckland City FC  | 2:0 | Hekari United FC |
| Amicale FC        | 2:0 | Koloale FC       |
| 10. Dezember 2011 |     |                  |
| Hekari United FC  | 3:1 | Koloale FC       |
| 18. Januar 2012   |     |                  |
| Auckland City FC  | 3:2 | Amicale FC       |
| 18. Februar 2012  |     |                  |
| Auckland City FC  | 7:3 | Koloale FC       |
| Hekari United FC  | 2:0 | Amicale FC       |
| 3. März 2012      |     |                  |
| Koloale FC        | 1:0 | Amicale FC       |
| Hekari United FC  | 1:1 | Auckland City FC |
| 31. März 2012     |     |                  |
| Amicale FC        | 1:0 | Auckland City FC |
| Koloale FC        | 1:2 | Hekari United FC |

1. ↑  Das Spiel wurde wegen Problemen mit der Feldzugang des Stadions verschoben. — (Memento des Originals vom 2. Dezember 2011 im Internet Archive)  Info: Der Archivlink wurde automatisch eingesetzt und noch nicht geprüft. Bitte prüfe Original- und Archivlink gemäß Anleitung und entferne dann diesen Hinweis.
2. ↑  Das Spiel wurde wegen der Teilnahme von Auckland City an der FIFA-Klub-Weltmeisterschaft 2011 verschoben. — (Memento des Originals vom 23. Juli 2011 im Internet Archive)  Info: Der Archivlink wurde automatisch eingesetzt und noch nicht geprüft. Bitte prüfe Original- und Archivlink gemäß Anleitung und entferne dann diesen Hinweis.

## Finale
Im Finale treffen die beiden Gruppensieger in Hin- und Rückspiel aufeinander. Das Hinspiel findet am 29. April, das Rückspiel am 13. Mai 2012 statt.
|                  | Gesamt |           | Hinspiel | Rückspiel |
| ---------------- | ------ | --------- | -------- | --------- |
| Auckland City FC | 3:1    | AS Tefana | 2:1      | 1:0       |

## Beste Torschützen
Nachfolgend sind die besten Torschützen der OFC-Champions-League-Saison aufgeführt.
| Rang | Spieler        | Klub             | Tore |
| ---- | -------------- | ---------------- | ---- |
| 1    | Manel Expósito | Auckland City FC | 6    |
| 2    | Roy Krishna    | Waitakere United | 5    |
| 3    | Kema Jack      | Hekari United FC | 4    |